# Edouard Debruxelles
Edouard Debruxelles (Aat, 1831 - 1871) was een Belgische schilder bekend voor zijn historiestukken en landschappen.

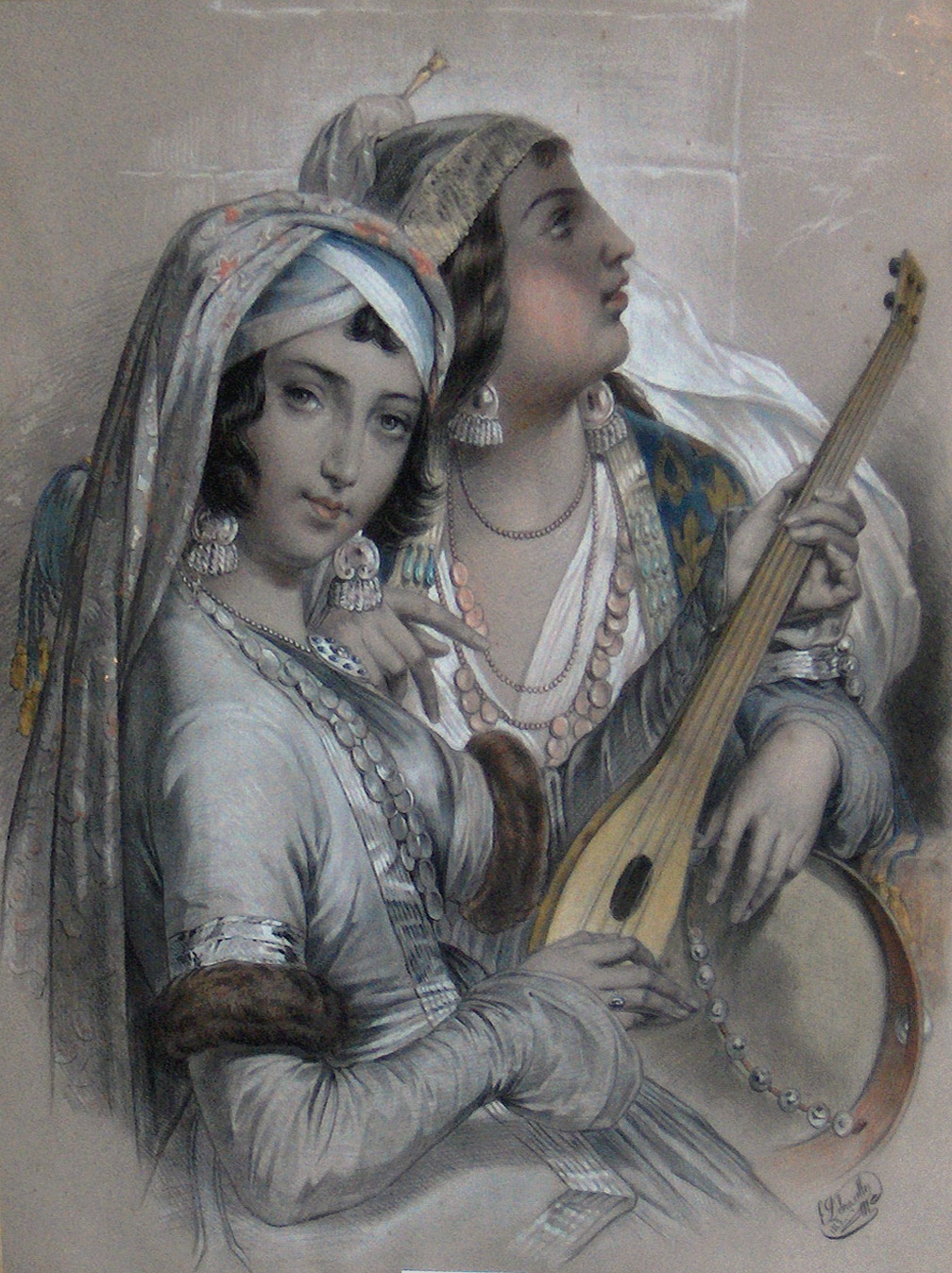
Twee zigeunermeisjes (1849)

Er is weinig bekend over zijn leven. Hij bekwam de derde Prijs van Rome in 1860. Er hangt werk van hem in het Groot Salon van het stadhuis van Aat, België.